# Роскрей
Роскрей (на английски: Roscrea; на ирландски: Ros Cré) е град в централната част на Ирландия, провинция Мънстър, на графство Типърари. Намира се на 124 km западно от столицата Дъблин. Шосеен транспортен възел. Има жп гара открита на 19 октомври 1857 г. Обект на туризъм представлява замъкът в града построен през 12 век. Населението му е 4910 души от преброяването през 2006 г. 